# BBC Singers
Los BBC Singers (en español, Cantantes de la BBC) es un coro de cámara profesional utilizado por la BBC, fundado en 1924.
El coro participa con frecuencia en programas de la BBC (particularmente en BBC Radio 3) y actúa regularmente en los Proms y otros conciertos. Asimismo, el coro ha grabado numerosos CD.
Los BBC Singers interpretaron el Libera Me del Réquiem de Verdi en el funeral de Diana de Gales.